# 唐中醒
唐中醒（1579年—1610年），字亞先，浙江湖州府歸安縣人，晚明進士。

## 生平
丙午浙江鄉試六名舉人，萬曆三十八年（1610年）庚戌科會試一百四十三名，第三甲第一百五十三名進士。吏部觀政。不久卒。

## 家族
曾祖唐誥，南京兵備；祖父唐栻；恩養祖父唐樞，丙戌進士；父唐勳弼，庠生；母張氏；繼母楊氏。具慶下，妻潘氏，繼妻陶氏。
兄垂憲（舉人）；垂統（貢生）；際盛（痒生）；世澤（主簿）；在新（武職）；志學（庠生），弟壯輿（庠生）；在善；世埏（省祭）；中際（庠生）；在兹；在躬；在位；在庭。
子兆欽；兆燁；兆煃；兆鍾。